# Independence Township (comté de Macon, Missouri)
Pour les articles homonymes, voir Independence Township.
Independence Township est un ancien township, situé dans le comté de Macon, dans le Missouri, aux États-Unis,.